# 烏塔航空
烏塔航空公司（俄语：ОАО «Авиакомпания «ЮТэйр»，简称UTair）是一家俄罗斯航空公司，总部位于汉特-曼西自治区。
航班以国内航线为主，也有小部分国际航线；另外也有也提供私人飞机业务。主要服务对象为西伯利亚西部地区的石油公司。UTair航空也参与联合国的救援行动。

## 历史
1967年2月，随着西伯利亚西部地区石油和天然气工业的大力开发，为了顺应交通需要，成立了秋明航空理事会。在1991年，秋明航空公司（TAT）成立并取代了秋明航空理事会。在2003年初又改名为UTAir。

乌塔航空曾经的logo

目前公司的主要股东为：汉特-曼西自治区政府（23％）、蘇爾古特市政府（19％）、俄罗斯股东和国有企业（33％），俄罗斯联邦政府（2％），私人和外国投资者（20％）。

## 烏塔集团成员
烏塔航空公司是以下公司的大股东：
| 俄羅斯 - 烏塔航空 - UTair快运 - 俄罗斯东方航空 乌克兰 - UTair乌克兰 俄羅斯 - 烏塔航空 (100%) - UTair货运 印度 - UTair印度 - UT项目服务 秘魯 - 南方直升机航空 俄羅斯 - UTair航空 - 直升机快运 南非 - UTair南非 斯洛伐克 - UTair欧洲 俄羅斯 - NP人员训练中心 - NP秋明民用航空飞行及技术学校 | 亞美尼亞 - 烏塔航空亚美尼亚 俄羅斯 - 车厢及服务销售中心 - 烏塔航空-伊尔库茨克 - 烏塔航空-摩尔曼斯克 - 烏塔航空-萨玛拉 - 烏塔航空南方 - 烏塔航空-乌法 - 西西伯利亚航空服务代理 乌克兰 - 乌克兰悬架公司 俄羅斯 - 烏塔航空技术公司 - 烏塔航空工程股份公司 - UT航空快运 俄羅斯 - 乌斯季库特机场 俄羅斯 - 烏塔航空租赁公司 - 烏塔航空财务公司 |

## 通航城市

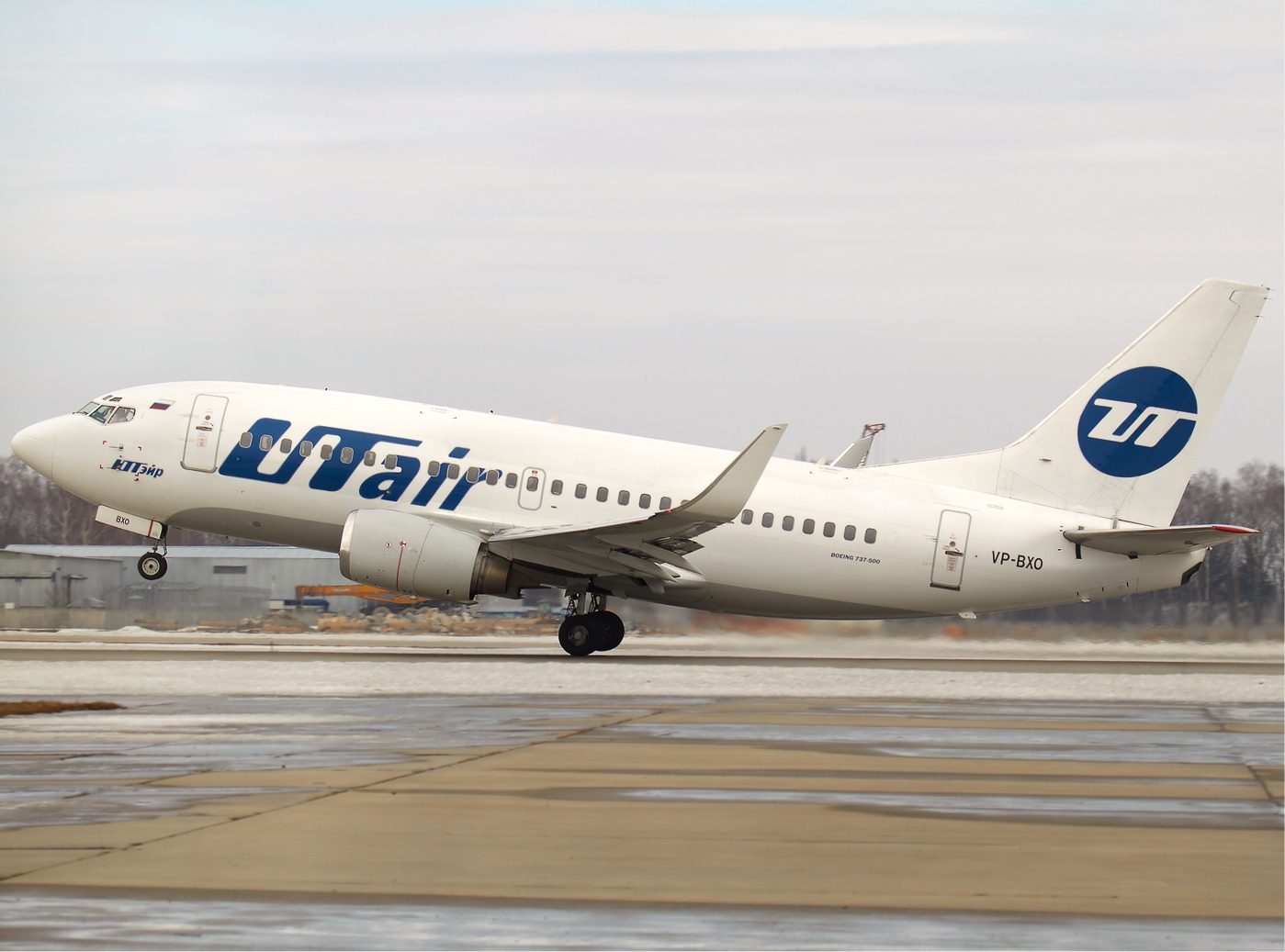
一架UTAir航空的波音737-500在基輔起飞 (于2010年)

烏塔航空目的地

### 班號共用（代码共享）
截至2018年8月，Utair航空和以下航空有班號共用协定（带*号的是星空聯盟成员）：
- 俄線航空
- 土耳其航空*[6]
- 亞塞拜然航空
- 北星航空（英语：NordStar）

## 机队
烏塔航空的机队中有以下飛機:

### 固定翼飛機

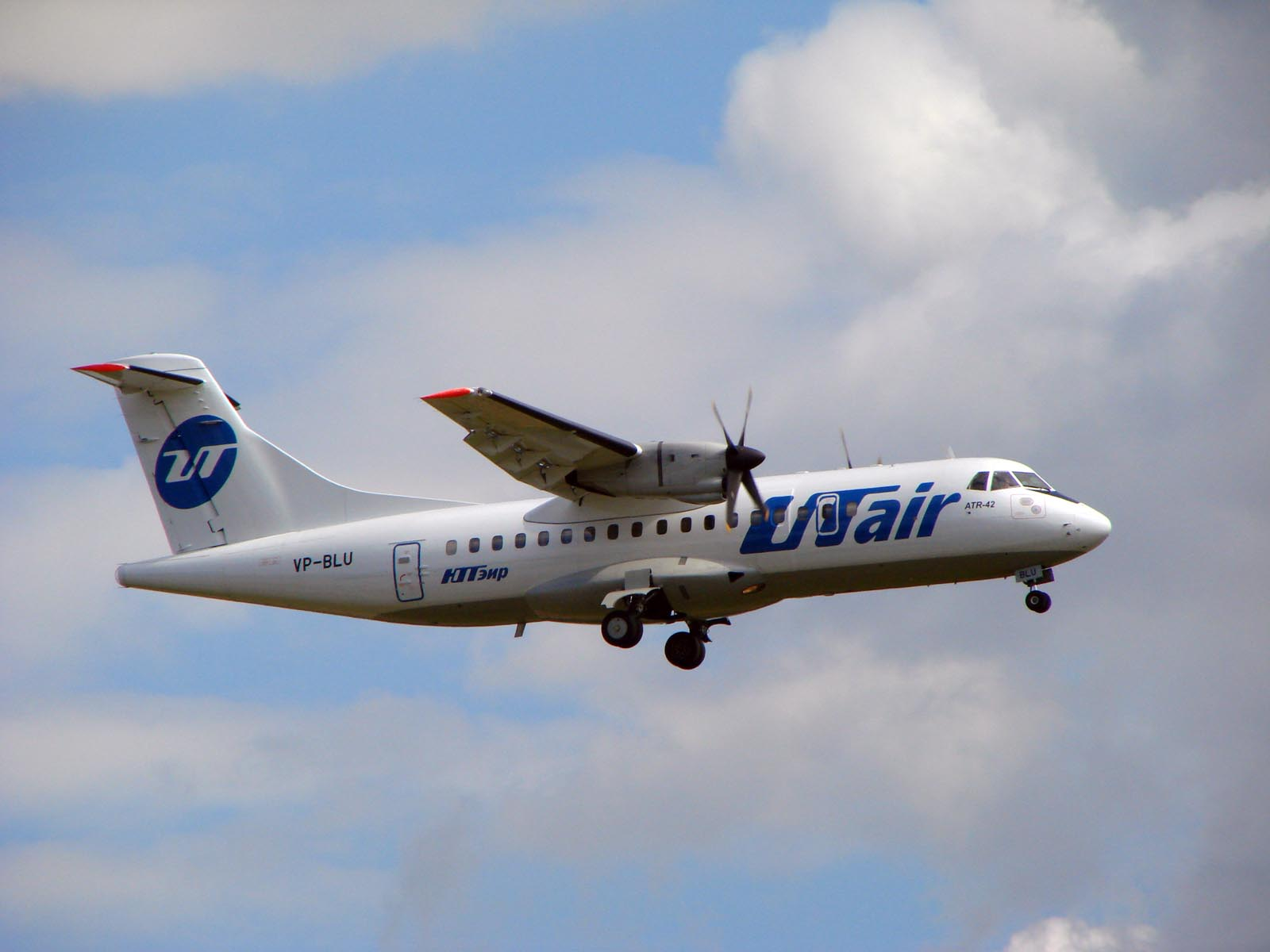
UTair航空的一架ATR 42在莫斯科伏努科沃国际机场降落（2008）

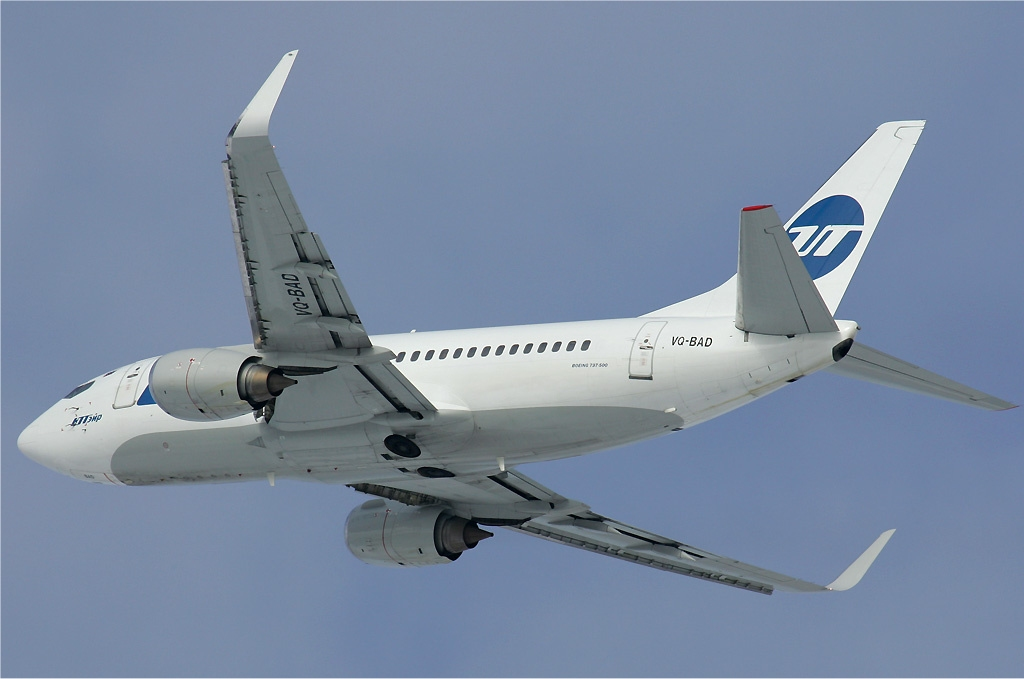
UTair航空的一架波音737-500從莫斯科伏努科沃国际机场起飛（2009）

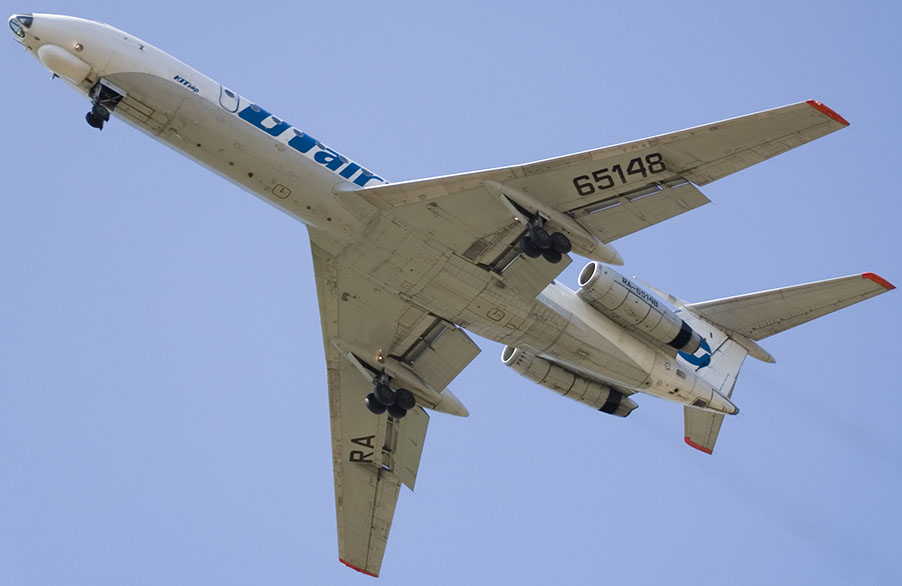
UTair航空的一架圖-134在Kurumoch國際機場降落（2009）

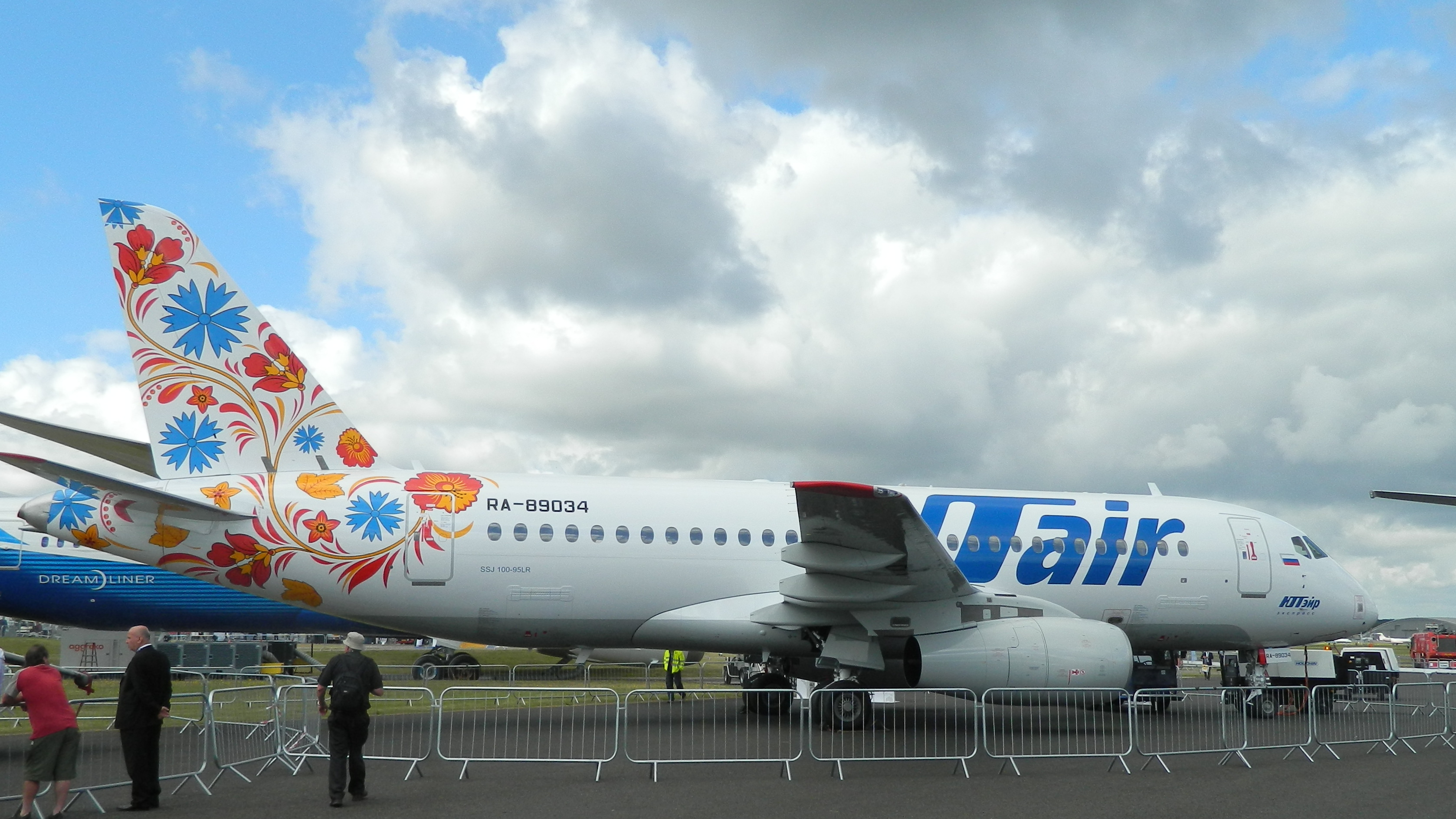
UT航空快运的一架苏霍伊超级喷气100在2014年范登堡空展展出

截至2017年8月，烏塔航空拥有以下固定翼飞机： 
| 机型          | 数量 | 订单数 | 载客量 | 载客量  | 载客量  | 备注                                       |
| 机型          | 数量 | 订单数 | C      | Y       | 总计    | 备注                                       |
| ------------- | ---- | ------ | ------ | ------- | ------- | ------------------------------------------ |
| ATR 72-500    | 15   | 0      | -      | 70      | 70      |                                            |
| 波音737-400   | 6    | 0      | -      | 159     | 159     | 其中一架由聯合國人道主義空中服務營運       |
| 波音737–500   | 32   | 0      | 0      | -       | 126     |                                            |
| 波音737–800   | 10   | 5      | 12 0   | 147 186 | 159 186 | 其中兩架使用新塗裝                         |
| 波音737 MAX 7 | 0    | 30     | TBA    | TBA     | TBA     | 預計2019年投入服務 計畫取代波音737-400/500 |
| 波音737 MAX 8 | 0    | 30     | TBA    | TBA     | TBA     | 預計2019年投入服務 計畫取代波音737-400/500 |
| 波音767-200ER | 3    | -      | -      | 249     | 249     |                                            |
| 总计          | 66   | 35     |        |         |         |                                            |

- 本列表不包括由UT航空快运及UT航空乌克兰运营的飞机
- 2015年4月，UT航空机队的平均机龄为11.2年。[11]

## 主要事故
- 2007年3月17日，一架圖-134飛機執飛烏塔航空471班機（英语：UTair Flight 471）在俄羅斯薩馬拉庫魯莫奇國際機場（英语：Kurumoch International Airport）墜毀，造成7人死亡，26人受傷。
- 2008年7月2日，烏塔航空的一架米-8直升機在西伯利亞北部的亚马尔半岛墜毀，造成9死7傷。[15]
- 2010年1月16日，烏塔航空的一架註冊號为VQ-BAC的波音737-500在莫斯科伏努科沃国际机场降落時衝出跑道，機身嚴重損壞。[16]
- 2011年12月20日，烏塔航空的一架米-26T直升機在西伯利亞西部的一個油田墜毀，造成1人死亡。此次事故之後，烏塔航空停飛了所有同型號的直升機。[17]
- 2012年4月2日，一架機身編號为VP-BYZ的ATR72-200飛機執飛烏塔航空120號班機，從秋明飛往蘇爾古特。起飛後不久在距離秋明國際機場（英语：Roshchino International Airport）約1.4哩處墜毀。機上載有39名乘客和4名機組人員。共造成33人死亡10人重傷。[18][19]
- 2012年7月4日，一架由石油公司租賃的烏塔航空Eurocopter AS350型直升機在距離連斯克機場（英语：Lensk Airport）跑道4公里處墜毀，幾個小時後殘骸連同3具遺體被找到，另一人相信亦已在意外中死亡。意外成因未明，飛行時天候狀況良好，調查委員會從是否有人無依照既定程序的刑事方向調查。事發後烏塔航空表示已停飛該機場並「等候機場供應的燃油質量的調查結果」。[20]
- 2018年8月4日，烏塔航空一架米-8直升机在距離克拉斯諾亞爾斯克邊疆區伊加爾卡約180公里處墜毀，機上18人罹難。[21]
- 2018年9月1日，一架機身編號為VQ-BJI的波音737-800飛機執飛烏塔航空579號班機從伏努科沃國際機場飛往索契國際機場，降落時飛機滑出跑道，衝入附近一條河中後起火，導致18人受傷，其中4人燒傷及1人脊椎骨折要留醫。機上所有人奇蹟生還，但一名機場員工協助救援行動時，不幸心臟病發當場死亡。航空公司發言人表示，事發時機場風勢強勁及下雨，客機第一次著陸失敗，第二次再嘗試時，客機衝出跑道撞向圍欄再衝入附近河流，左邊引擎起火。[22]

## 外部連結
- （俄文） UTair Aviation official website （页面存档备份，存于）
- （英文） UTair Aviation official website （页面存档备份，存于）
- UTair Aviation fleet